# Marco Galiazzo

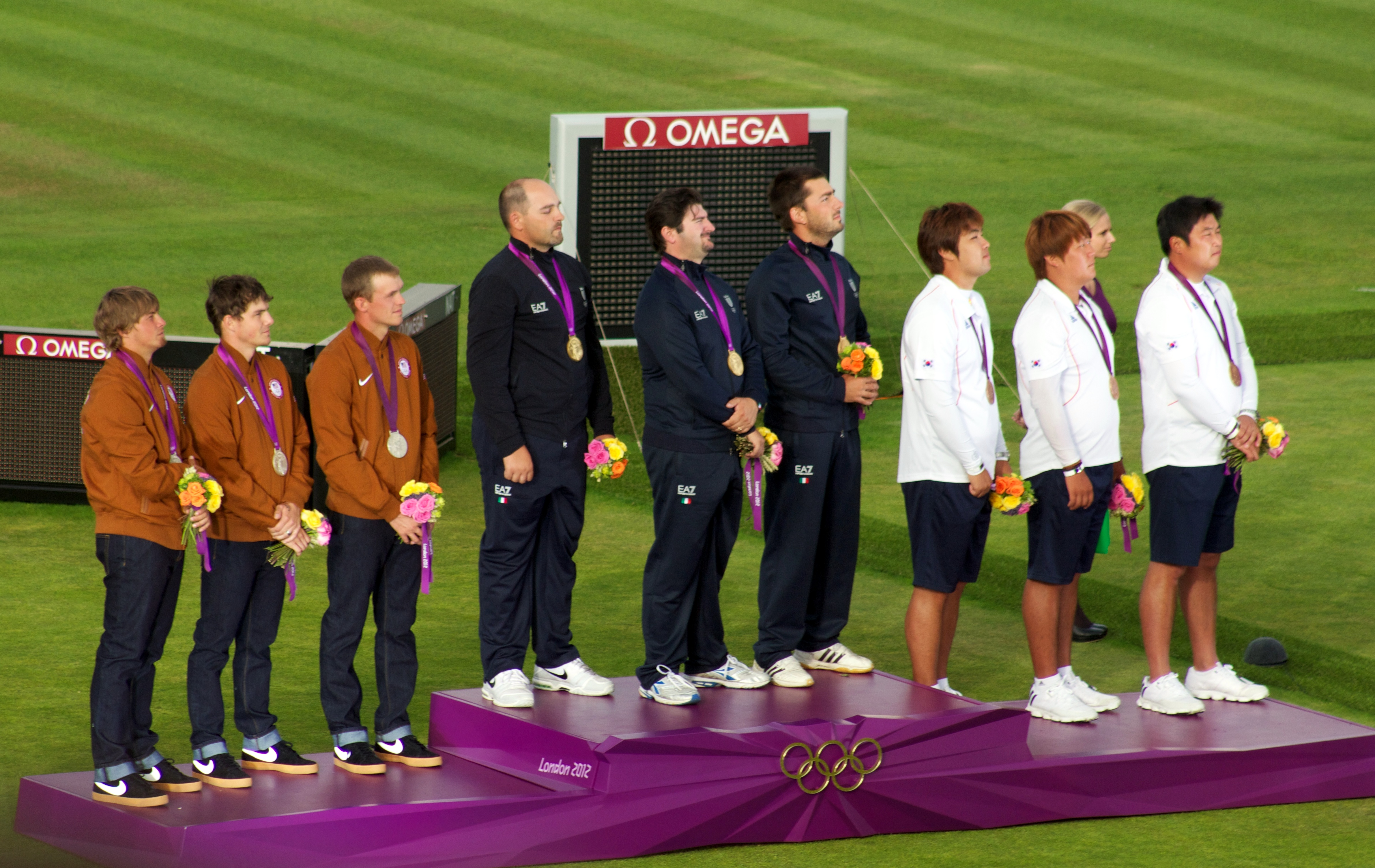
Galiazzo op een podium

Marco Galiazzo (Padua, 7 mei 1983) is een Italiaanse boogschutter.
Galiazzo schiet met een recurveboog. Hij behaalde nationaal en internationaal diverse prijzen. Hij deed individueel en in teamverband mee aan de Olympische Spelen in Athene (2004) op het onderdeel boogschieten. Hij won individueel de eerste drie eliminatierondes en ging door naar de kwartfinales. In de kwartfinales speelde hij tegen de Amerikaan Vic Wunderle, die hij versloeg met 109-108. 
In de halve finale schoot Galiazzo tegen Larry Godfrey uit Groot-Brittannië die hij versloeg met 110-108. Dit leverde hem een finaleplaats op. Door de Japanner Hiroshi Yamamoto te verslaan met 111-109 behaalde hij de gouden medaille, de eerste voor Italië op het onderdeel boogschieten. In teamverband kwam Galiazzo niet verder dan de zevende plaats.
Galiazzo werd voor zijn prestaties op de Spelen benoemd tot Commandeur in de Orde van verdienste.
In 2005 behaalde Galiazzo met zijn teamgenoten Amedeo Tonelli en Michele Frangilli de zilveren medaille op het wereldkampioenschappen Indoor (recurve) in Denemarken. In 2007 won dit team goud op de wereldkampioenschappen in İzmir.
In 2008 werd Galiazzo individueel Europees kampioen indoor in Turijn. Op de Olympische Spelen in Peking (2008) won hij, met teamgenoten Ilario di Buò en Mauro Nespoli, de zilveren medaille.
1904: George Bryant ·
1908: William Dod ·
1972: John Williams ·
1976: Darrell Pace ·
1980: Tomi Poikolainen ·
1984: Darrell Pace ·
1988: Jay Barrs ·
1992: Sébastien Flute ·
1996: Justin Huish ·
2000: Simon Fairweather ·
2004: Marco Galiazzo ·
2008: Viktor Roeban ·
2012: Oh Jin-hyek ·
2016: Ku Bon-chan ·
2020: Mete Gazoz ·
2024: Kim Woo-jin
1988: Chun/Lee/Park ·
1992: Holgado/Menéndez/Vázquez ·
1996: Huish/Johnson/White ·
2000: Jang/Kim/Ok ·
2004: Im/Jang/Park ·
2008: Im/Lee/Park ·
2012: Frangilli/Galiazzo/Nespoli ·
2016: Kim/Ku/Lee ·
2020: Kim J/Kim W/Oh ·
2024: Kim J/Kim W/Lee